# Nole
Nole és un comune (municipi) de la ciutat metropolitana de Torí, a la regió italiana del Piemont, situat a uns 25 quilòmetres al nord-oest de Torí. A 1 de gener de 2019 la seva població era de 6.817 habitants.
Nole limita amb els següents municipis: Corio, Rocca Canavese, Grosso, San Carlo Canavese, Villanova Canavese, Cirié, Fiano i Robassomero.